# Churk Ghurma
Churk Ghurma (vaak afgekort tot Churk) is een nagar panchayat (plaats) in het district Sonbhadra van de Indiase staat Uttar Pradesh.

## Demografie
Volgens de Indiase volkstelling van 2001 wonen er 8.685 mensen in Churk Ghurma, waarvan 53% mannelijk en 47% vrouwelijk is. De plaats heeft een alfabetiseringsgraad van 70%.